# Ачеський конфлікт
Не варто плутати з Ачеською війною (1873—1904)
Ачеський конфлікт (індонез. Pemberontakan di Aceh) — збройний конфлікт, що вівся Рухом за свободу Ачеха (GAM) проти індонезійського уряду між 1976 і 2005 роками з метою створення провінції Ачех незалежною від Індонезії. Наслідки потужного індонезійського військового наступу в 2003 році та землетрусу в Індійському океані в 2004 році привели до укладення мирної угоди та припинення спротиву повстанців.

## Історія

### Передумови
Конфлікт в Ачеху спричинений кількома основними факторами, включаючи історичне жорстоке поводження, розбіжності щодо ісламського права, невдоволення розподілом багатства природних ресурсів Ачеха та збільшення кількості яванців у Ачеху.
Існує культурна та релігійна різниця між Ачехом та рештою Індонезії. В Ачеху сповідується більш консервативна форма ісламу, ніж в решті Індонезії. Світська політика режиму Нового порядку Сухарто (1965—1998) була особливо непопулярною в Ачеху, де багато хто обурювався політикою центрального уряду щодо сприяння єдиній «індонезійській культурі». Крім того, враховуючи розташування провінції в північній частині Індонезії, в регіоні поширене відчуття, що лідери в далекій Джакарті не розуміють проблем Ачеха і не мають або зовсім не співчувають місцевим потребам і звичаям Ачеха.

### Перебіг подій
Централістичні тенденції уряду Сухарто разом з іншими образами змусили Хасана ді Тіро сформувати 4 грудня 1976 року Рух за свободу Ачеха (GAM) та проголосити незалежність Ачеха. Основними загрозами для ачеської релігії та культури були «неоколоніальний» уряд і зростання кількості яванських мігрантів до Ачеха. Ще одним предметом протистояння став несправедливий розподіл доходів від значних природних ресурсів Ачеха. Перша операція GAM у 1977 році була здійснена проти Mobil Oil Indonesia, яка була акціонером PT Arun, компанії, яка керувала газоконденсатним родовищем Арун.
На цьому етапі кількість добровольців GAM була вкрай обмеженою. Незважаючи на значне невдоволення та, можливо, симпатії жителів Ачеху до справи Руху за свободу Ачеха, це не призвело до масової активної участі. За словами самого ді Тіро, лише 70 осіб приєдналися до нього, і в основному вони походили з району Піді і особливо з власного села ді Тіро, причому деякі з них приєдналися через особисту відданість родині ді Тіро, а інші через розчарування в центральному уряді. Багато лідерів GAM були молодими та високоосвіченими професіоналами, які належали до вищого та середнього класів ачеського суспільства.

### Друга фаза
У 1985 році ді Тіро заручився підтримкою Лівії, скориставшись політикою Муаммара Каддафі щодо підтримки націоналістичних повстань через його так звану «Матабу проти імперіалізму, расизму, сіонізму та фашизму». Невідомо, чи згодом Лівія фінансувала GAM, але вона точно забезпечила притулок, у якому новобранці Руху могли отримати таку необхідну військову підготовку. Звіти розходяться щодо кількості бійців, навчених Лівією в період з 1986 по 1989 або 1990 рік. Вербувальники GAM стверджували, що їх було приблизно від 1000 до 2000 воїнів, тоді як звіти преси, які спиралися на доповідь індонезійських військових, стверджували, що їх кількість становила від 600 до 800 підготовлених повстанців. Серед лідерів GAM, які приєдналися на цьому етапі, були Соф'ян Дауд та Ішак Дауд.

Провінція Ачех на карті Індонезії

Інциденти на другому етапі почалися в 1989 році після повернення стажерів з Лівії. Операції Руху включали рейди за зброєю, напади на поліцейські та військові бази, підпали та цілеспрямовані вбивства поліцейських і військових, урядових інформаторів та інших осіб.
Попри те, такі дії не отримали широкої підтримки, вони змусили індонезійський уряд вжити репресивних заходів. Період між 1989 і 1998 роками став відомий як «зона військових операцій», оскільки індонезійські військові посилили свої заходи проти повстанців. Ці контрдії, хоча тактично успішно знищили GAM як партизанську силу, відштовхнули місцевих жителів Ачеху, що допомогло Руху відновити себе, коли індонезійські війська були майже повністю виведені з Ачеха за наказом президента Хабібі наприкінці 1998 року. Важливі командири GAM були або вбиті (командувач району Пасе Юсуф Алі та старший командир GAM Кеучік Умар), захоплені (Лігадинсях Ібрагім) або втекли (Роберт, Арджуна та Дауд Канданг).

### Третя фаза
У 1999 році хаос на Яві та неефективність правління центрального уряду після падіння Сухарто дали перевагу Руху за свободу Ачеха і призвели до другої фази повстання, цього разу за значної підтримки народу Ачеху. У 1999 році було оголошено про виведення військ, але погіршення ситуації з безпекою призвело до повторного введення нових військових контингентів. Вважається, що під час перебування на посаді президента Мегаваті Сукарнопутрі (2001—2004) чисельність військ зросла приблизно до 15 000 до середини 2002 року. GAM вдалося контролювати 70 % сільської місцевості в усьому Ачеху.
У 1999 році також почався перший в історії процес діалогу між урядом Індонезії та GAM. Цей процес був ініційований Центром гуманітарного діалогу (HD), приватною дипломатичною організацією, яка до 2003 року сприяла мирним переговорам між двома сторонами протистояння.
Репресії сил безпеки в 2001 і 2002 роках призвели до кількох тисяч смертей серед цивільних. Під час конфлікту було вбито близько 15 000 людей. Уряд розпочав наступ, і в провінції було оголошено надзвичайний стан. Протягом цього періоду GAM був серйозно виведений з ладу: його командир Абдулла Сяфей був убитий в січні 2002 року у засідці, влаштованій індонезійськими військовими, а також були вбиті різні регіональні командири, такі як Тенгку Ямайка та Ішак Дауд. За власним визнанням GAM, вона втратила 50 % своєї сили внаслідок урядового наступу 2003—2004 років. Повстання все ще тривало, коли цунамі 2004 року вразило провінцію. У листопаді 2003 року воєнний стан було продовжено ще на півроку. Згідно зі звітом Human Rights Watch, індонезійські військові вчиняли масові порушення прав людини в ході вторгнення та окупації, причому понад 100 000 людей були переміщені протягом перших семи місяців воєнного стану, а позасудові вбивства були звичайним явищем.
Після руйнівного цунамі в грудні 2004 року GAM оголосила про одностороннє припинення вогню, а члени міжнародного співтовариства знову наголосили на необхідності врегулювання конфлікту. Після цунамі індонезійський уряд відкрив регіон для міжнародної допомоги.
Цунамі привернуло увагу міжнародної спільноти до Ачеського конфлікту. Попередні мирні зусилля зазнали невдачі, але через низку причин, включаючи наслідки землетрусу, нездатність будь-якої сторони здобути військову перемогу в конфлікті та, зокрема, бажання президента Сусіло Бамбанг Юдойоно забезпечити мир в Індонезії, після 29 років війни мирна угода була досягнута в 2005 році. Індонезія після Сухарто та період ліберально-демократичних реформ, а також зміни в індонезійській армії допомогли створити середовище, сприятливіше для мирних переговорів. Роль новообраного президента Сусіло Бамбанга Юдойоно та віце-президента Юсуфа Калли була дуже важливою. У той же час керівництво GAM почало переглядати різні варіанти врегулювання конфлікту, водночас індонезійські військові продовжували піддавати повстанський рух Ачеху значному тиску, все це спонукало GAM погодитися на певні умови, поступившись повною незалежністю від уряду Джакарти. Мирні переговори велися за сприяння Ініціативи врегулювання кризових ситуацій під керівництвом колишнього президента Фінляндії Мартті Агтісаарі. У результаті мирна угода була підписана 15 серпня 2005 року. Згідно з угодою Ачех отримував особливу автономію під керівництвом Республіки Індонезія, а урядові війська мали б бути виведені з провінції (залишаючи лише 25 000 солдатів) в обмін на роззброєння GAM. У рамках угоди Європейський Союз відправив 300 спостерігачів. Термін їхньої місії закінчився 15 грудня 2006 року після місцевих виборів.